# Балой
Балой (в литературе: балойцы, балсурцы) — чеченский тайп, не входящий в девять традиционных тукхумов. Имеют одноимённую гору Балой-Лам в Ачхой-Мартановском районе Чеченской Республики.

## Название
И. Гюльденштедт считал, что черкесы называли карабулакскую реку Балсу (ныне Гехи, приток Сунжи), поэтому аккинцев и орстхойцев могли объединять под этнонимом тайпа балой.

## История
Родиной тайпа считается гора Балой-Лам (высота 2029 м.). От представителей тайпа предположительно произошли тайп аккий и общество орстхой.
Я. З. Ахмадов полагает, что все общества сформировавшие орстхойцев, когда-то входили в некий старинный Балойский союз. В некоторых исторических документах XVIII века встречается также название балсурцы, балсунцы.

## Расселение
В настоящее время тайп как и многие крупные чеченские тайпы рассредоточен на всей территории Чечни. В частности представители тайпа проживает в городах Грозный, Аргун, Гудермес и селах Пседах, Бердакел, Курчалой, Гелдагана, Цоци-Юрт, Иласхан-Юрт, Ойсхара. Также некоторая часть этого этнического общества проживает в Турции (например в Чардаке и Стамбуле), Иране, Иордании и Сирии.